# Heribert Weber
Heribert Weber (ur. 28 czerwca 1955 w Pöls) – piłkarz austriacki grający na pozycji obrońcy lub pomocnika.

## Kariera klubowa
Karierę piłkarską Weber rozpoczął w Sturmie Graz. W sezonie 1973/1974 zadebiutował w jego barwach w austriackiej Bundeslidze i od czasu debiutu był podstawowym zawodnikiem Sturmu. W klubie z Grazu grał do końca sezonu 1977/1978.
Latem 1978 Weber został zawodnikiem Rapidu Wiedeń. W 1982 roku osiągnął z Rapidem swój pierwszy sukces w karierze, gdy został mistrzem kraju. W 1983 roku sięgnął po dublet - mistrzostwo i Puchar Austrii, a w latach 1984 i 1985 ponownie zdobywał krajowy puchar. Wiosną 1985 roku wystąpił w przegranym 1:3 finale Pucharu Zdobywców Pucharów z Evertonem. W 1987 roku znów wywalczył dublet, a w 1988 roku swoje czwarte mistrzostwo kraju. W barwach Rapidu rozegrał 315 meczów i strzelił 39 goli.
W 1989 roku Weber przeszedł do SV Salzburg. W 1994 roku dotarł z Salzburgiem do finału Pucharu UEFA, ale nie grał w nim (0:1, 0:1 z Interem Mediolan). W sezonie 1993/1994 został po raz piąty mistrzem kraju. Latem 1994 w wieku 39 lat zakończył karierę piłkarską.
| Sezon   | Klub         | Kraj    | Rozgrywki  | Mecze | Bramki |
| ------- | ------------ | ------- | ---------- | ----- | ------ |
| 1973/74 | Sturm Graz   | Austria | Bundesliga | ?     | ?      |
| 1974/75 | Sturm Graz   | Austria | Bundesliga | ?     | ?      |
| 1975/76 | Sturm Graz   | Austria | Bundesliga | ?     | ?      |
| 1976/77 | Sturm Graz   | Austria | Bundesliga | ?     | ?      |
| 1977/78 | Sturm Graz   | Austria | Bundesliga | ?     | ?      |
| 1978/79 | Rapid Wiedeń | Austria | Bundesliga | 30    | 3      |
| 1979/80 | Rapid Wiedeń | Austria | Bundesliga | 31    | 3      |
| 1980/81 | Rapid Wiedeń | Austria | Bundesliga | 30    | 5      |
| 1981/82 | Rapid Wiedeń | Austria | Bundesliga | 25    | 3      |
| 1982/83 | Rapid Wiedeń | Austria | Bundesliga | 30    | 2      |
| 1983/84 | Rapid Wiedeń | Austria | Bundesliga | 24    | 3      |
| 1984/85 | Rapid Wiedeń | Austria | Bundesliga | 26    | 4      |
| 1985/86 | Rapid Wiedeń | Austria | Bundesliga | 32    | 3      |
| 1986/87 | Rapid Wiedeń | Austria | Bundesliga | 29    | 5      |
| 1987/88 | Rapid Wiedeń | Austria | Bundesliga | 28    | 7      |
| 1988/89 | Rapid Wiedeń | Austria | Bundesliga | 30    | 1      |
| 1989/90 | SV Salzburg  | Austria | Bundesliga | 30    | 3      |
| 1990/91 | SV Salzburg  | Austria | Bundesliga | 31    | 2      |
| 1991/92 | SV Salzburg  | Austria | Bundesliga | 27    | 3      |
| 1992/93 | SV Salzburg  | Austria | Bundesliga | 32    | 1      |
| 1993/94 | SV Salzburg  | Austria | Bundesliga | 29    | 0      |

## Kariera reprezentacyjna
W reprezentacji Austrii Weber zadebiutował 27 kwietnia 1976 roku w wygranym 1:0 towarzyskim spotkaniu ze Szwecją. W 1978 roku został powołany przez selekcjonera Helmuta Senekowitscha do kadry na Mistrzostwa Świata w Argentynie. Na tym turnieju jako rezerwowy rozegrał 3 spotkania: z Hiszpanią (2:1), ze Szwecją (1:0) i z Brazylią (0:1). Z kolei w 1982 roku był w kadrze Austrii na Mundialu w Hiszpanii. Na tym turnieju zagrał w 3 meczach: z Chile (1:0), z Algierią (2:0) i z RFN (0:1). Od 1976 do 1989 roku rozegrał w kadrze narodowej 68 meczów i strzelił jednego gola.

## Kariera trenerska
Po zakończeniu kariery piłkarskiej Weber został trenerem. Prowadził takie drużyny jak: FC Puch, reprezentację Austrii U-20, SV Salzburg, Rapid Wiedeń, 1. FC Saarbrücken i SC Untersiebenbrunn. W 1997 roku zdobył z Salzburgiem tytuł mistrza Austrii.